# Marquinhos (Fußballspieler, 1976)
Marcos Gomes de Araujo, bekannt als Marquinhos (* 23. März 1976 in Rio Brilhante) ist ein ehemaliger brasilianischer Fußballspieler.

## Karriere

### Die ersten Schritte
Der 1,74 Meter große Stürmer begann seine Karriere 1996 in Spanien bei CD Ourense, wo er für die Spielzeit 1997/98 unter Vertrag stand. In dieser absolvierte Marquinhos 18 Ligaspiele und schoss dabei zwei Tore. Seine nächste Station war der brasilianische Verein Operário Ferroviário EC. Nach zwei Jahren wechselte er zum Coritiba FC, wo er von 1999 bis 2001 beschäftigt war.

### Tokyo Verdy (2001 bis 2004)
Im Jahr 2001 unterschrieb Marcos einen Vertrag beim japanischen Verein Tokyo Verdy, wo er in seiner Debütsaison 14 Ligaspiele bestritt und acht Tore erzielen konnte. Außerdem stand er für ein Spiel des Kaiserpokals im Einsatz, wo er ein Tor erzielte. In seinem zweiten Jahr kam er in 15 Ligaspielen zum Einsatz, Marquinhos traf insgesamt zweimal. Des Weiteren bestritt er fünf Spiele des J. League Cup, in denen er einmal ins Tor traf. In den zwei aktiven Jahren für Tokyo Verdy stand er in 29 Ligaspielen auf dem Spielfeld und schoss zehn Tore.

### Leihverträge (2003 bis 2004)
Nach zwei Spielzeiten in Tokio wurde er in den Jahren 2003 und 2004 jeweils an die Vereine Yokohama F. Marinos und JEF United Ichihara Chiba verliehen. Beim Verein Yokohama F. Marinos spielte er 24 Ligaspielen und konnte achtmal ins Tor treffen. Außerdem bestritt er sieben Spiele im J. League Cup, wobei er viermal den Ball ins Tor schoss. Nach einer Spielzeit wechselte er zum Verein JEF United Ichihara Chiba, bei welchem er 14 Ligaspiele bestritt und am Ende des Jahres zwölf Tore vorweisen konnte. Darüber hinaus bestritt er vier Spiele im J. League Cup, in denen er einmal ins Tor traf.

### Shimizu S-Pulse (2005 bis 2006)
2005 unterschrieb Marquinhos einen Vertrag bei Shimizu S-Pulse, bei welchem er in seiner ersten Saison 14 Ligaspiele absolvierte und neunmal ins Tor traf. Des Weiteren bestritt er zwei Spiele im Kaiserpokal, in denen er zwei Tore schoss. In seiner zweiten und letzten Saison kam er in 29 Ligaspielen zum Einsatz, in diesen gelangen ihm elf Treffer. Im Kaiserpokal absolvierte er ebenfalls ein Spiel, dort traf Marquinhos gleich doppelt. Außerdem nahm er noch an Spielen des J. League Cups teil, insgesamt fünf an der Zahl und dreimal konnte er den Ball ins Tor befördern.

### Kashima Antlers (2007 bis 2010)
Nach zwei Jahren unterschrieb er einen Vertrag beim Verein Kashima Antlers und stand dort bis 2010 unter Vertrag. In seinem ersten Jahr konnte er 31 Ligaspiele absolvieren und 14-mal ins Tor treffen. Außerdem bestritt er fünf torlose Spiele im Kaiserpokal und zehn Spiele im J. League Cup, in denen er viermal ins Tor traf. 2008 absolvierte Marcos 30 Ligaspiele und schoss 21 Tore. Des Weiteren nahm er am Kaiserpokal teil, in welchem er in zwei Spielen im Einsatz kam und zwei Tore schoss, beim J. League Cup absolvierte Marquinhos zwei Spiele und erzielte ein Tor. Des Weiteren nahm er mit seiner Mannschaft an der AFC Champions League teil, wo er in fünf Spielen und fünf Turniertreffer erzielte. Im Jahr 2009 bestritt Marquinhos 31 Ligaspiele und versenkte dabei den Ball 13-mal im Tor. Abermals kam er in drei Spielen des Kaiserpokals zum Einsatz, einen Treffer konnte er in diesen erzielen. Auch zwei torlose Spiele im Rahmen des J. League Cups sowie vier Tore in sieben Spielen in der AFC Champions League hatte er in dieser Spielzeit vorzuweisen. In seiner letzten Saison absolvierte er 27 Ligaspiele, in denen er insgesamt elfmal ins Tor treffen konnte. Des Weiteren bestritt er ein Spiel im Kaiserpokal (ein Tor), zwei Spielen im J. League Cup (ein Tor) und sechs Spiele in der AFC Champions League (zwei Tore). In den vier Spielzeiten bei den Kashima Antlers absolvierte Marcos 119 Ligaspiele,  in denen er 59 Tore schoss. Darüber hinaus war Marquinhos auch in den Pokalwettbewerben wie dem Kaiserpokal (12 Spiele/4 Tore), dem J. League Cup (16 Spiele/6 Tore) und der AFC Champions League (18 Spiele/11 Tore) erfolgreich.

### Seit 2011
2011 unterschrieb Marquinhos einen Vertrag bei Vegalta Sendai, wo es jedoch nur zu einem Kurzeinsatz ohne Torerfolg reichte. Nachdem er noch im selben Jahr ein kurzes Gastspiel bei Atlético Mineiro hatte (5 Spiele/1 Tor), stand er für die Spielzeiten 2012 sowie 2013 wieder für seinen alten Klub Yokohama F. Marinos unter Vertrag. In seinem ersten Jahr bestritt Marquinhos 22 Ligaspiele und schoss dabei zehn Tore. Des Weiteren nahm er am Kaiserpokal teil, in welchem vier Spiele absolvierte und einmal ins Tor schoss. Auch am J. League Cup nahm er teil, zwei torlose Spiele hatte in dort vorzuweisen. 2013 absolvierte Marquinhos 32 Ligaspiele, in denen er 16 Tore erzielen konnte. Außerdem absolvierte er zwei Spiele im Kaiserpokal und dreimal den Ball im Netz versenkte.
Von 2014 bis 2015 war er bei Vissel Kōbe unter Vertrag. In der Spielzeit 2014 brachte Marquinhos es auf 14 Saisontore in 34 Ligaspielen. Nach der Saison 2015 beendete er im Juli des Jahres seine aktive Laufbahn.

## Erfolge
Yokohama F. Marinos
- J. League Division 1: 2003

Kashima Antlers
- J. League Division 1: 2007, 2008, 2009
- Kaiserpokal: 2007
- Japanischer Fußball-Supercup: 2009, 2010

## Auszeichnungen
- J. League Fußballer des Jahres: 2008
- J. League Division 1: Torschützenkönig 2008